# Darmstadt Nordbahnhof
Darmstadt Nordbahnhof is een spoorwegstation in de Duitse stad Darmstadt. Het station werd in 1912 geopend. 